# Route d'Occitanie
La Route d'Occitanie, dénommée Route du Sud jusqu'en 2017, est une course cycliste par étapes disputée dans le sud-ouest de la France.
Elle a été créée en 1977 sous l'initiative de l'ancien sprinteur castrais Jacques Esclassan et avec l'impulsion de Francis Auriac. Dans un premier temps, elle porte le nom de « Tour du Tarn » avant d'être renommée en « Tour Midi-Pyrénées », en 1982. Route du Sud - La Dépêche du Midi pendant 26 ans, l'épreuve est rebaptisée la Route d'Occitanie en avril 2018 pour mieux épouser la nouvelle région Occitanie. Le format de la course n'a pas changé : elle se déroule chaque année durant la deuxième semaine du mois de juin sur quatre ou cinq jours pour autant d'étapes. Elle marque la fin de la première partie de la saison cycliste et revêt le statut d'épreuve de préparation en vue des deux échéances futures qui occupent l'esprit des coureurs : les championnats de France sur route dans un premier temps, puis le Tour de France.
C'est donc un parfum très particulier qui règne tout au long de l'épreuve. En effet, beaucoup de coureurs voient en cette compétition une ultime chance de gagner leur place pour la grand-messe de juillet. Elle est l'unique course cycliste professionnelle qui a pour cadre le « grand Sud-Ouest ». En ce sens, le public pyrénéen est souvent fourni aux abords des routes. Depuis 2005, elle est inscrite au calendrier de l'UCI Europe Tour.
Appelée Route du Sud jusqu'en 2017, la course prend ensuite le nom de Route d'Occitanie-La Dépêche du Midi avant de devenir la Route d’Occitanie – CIC à partir de 2025.

## Fondation et évolution de la course
À l'aube de la saison 1977, le coureur professionnel Jacques Esclassan décide de créer une course cycliste de haut-niveau, dans son département d'origine, le Tarn. Le quintuple vainqueur d'étapes du Tour de France est en effet natif de Castres. L'épreuve voit le jour dans la foulée sous le nom de « Tour du Tarn », la compétition ne dépassant pas encore les limites du département. Pour sa première édition, le succès est au rendez-vous : la course est remportée par son instigateur, Jacques Esclassan, qui devance le jeune Bernard Hinault, 22 ans à l'époque. Ce dernier remportera le Tour de France cinq fois, en entamant cette impressionnante série dès l'année suivante en 1978.
En 1982, la course ayant beaucoup muri, tant du côté de l'organisation que de la couverture médiatique, commence à se sentir à l'étroit dans les limites géographiques qu'impose son nom : le « Tour du Tarn » se mue en « Tour Midi-Pyrénées ». La course évolue considérablement une nouvelle fois et tend à devenir l'épreuve cycliste majeure du sud-ouest de la France.
En 1988, le président du comité d'organisation Francis Auriac ainsi que son équipe renomment la course sous l'appellation de « Route du Sud ». Peu à peu, il semble que le format adapté semble être le bon et la course retrouve une certaine stabilité. De surcroît, la place adoptée dans le calendrier cycliste européen, à la mi-juin, garantit à la compétition un plateau de qualité. En effet, le Critérium du Dauphiné libéré se déroule la semaine précédente, tandis que le Tour de Suisse accueille quant à lui relativement peu d'équipes françaises ; et ce malgré la création de l'UCI ProTour, en 2005, qui impose aux équipes professionnelles tricolores d'y participer. Cette même année, la course, auparavant classée 2.3 par l'UCI, évolue au statut 2.1. Francis Auriac, l'organisateur, s'est toujours montré hostile à ce système, instauré par Pat McQuaid. Enfin, c'est la dernière course européenne de haut-niveau avant les championnats nationaux, fin juin. Cette place de choix assure à la course une couverture médiatique importante, par le biais des télévisions, des radios ou encore des journaux et d'internet, présents sur le terrain.

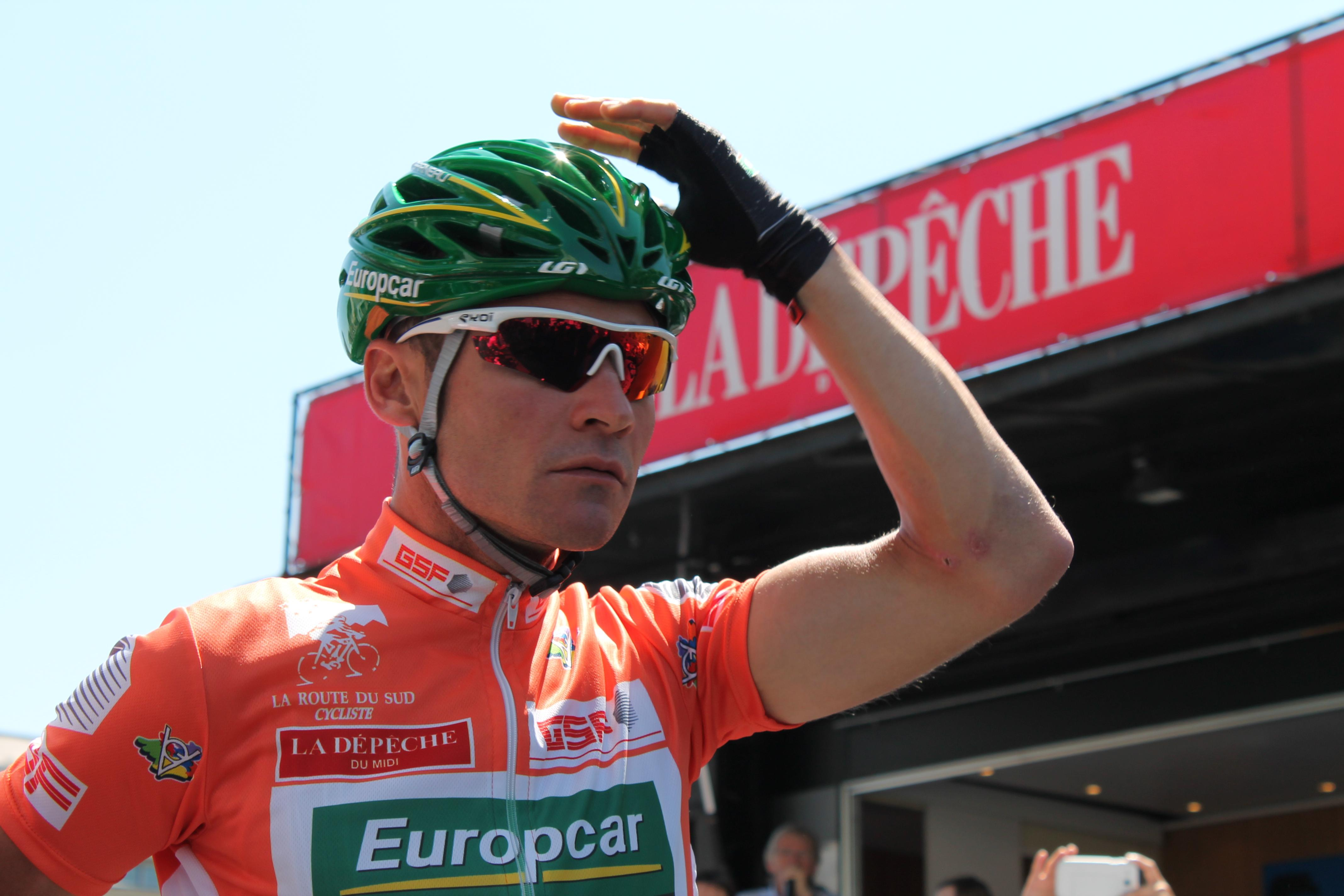
La Dépêche du Midi est un des principaux sponsors de la course.

Depuis le début des années 2000, le groupe La Dépêche du Midi sponsorise la course. Ceci n'a rien d'étonnant, puisque la société qui siège à Toulouse distribue son quotidien dans les mêmes départements que l'épreuve, à savoir l'Ariège, l'Aveyron, la Haute-Garonne, le Gers, le Lot, les Hautes-Pyrénées, le Tarn, le Tarn-et-Garonne ainsi que dans les départements de l'Aude et du Lot-et-Garonne.
Depuis 2007, Auriac n'est plus président du comité d'organisation. Il a cédé sa place à l'issue de l'édition 2006 à André Masse. Toutefois, il continue de contribuer à l'élaboration de la course en tant que conseiller. En novembre 2013, Pierre Caubin devient le directeur de l'épreuve. Depuis le 1er octobre 2017, Labruguière est le siège de la course.
En 2018, la Région Occitanie, partenaire institutionnel de l'épreuve, donne son nom à la nouvelle appellation de la course « Route d'Occitanie ».
L'édition 2020, initialement prévue du 11 au 14 juin, est reportée du 1er au 4 août en raison de la pandémie de Covid-19. L'épreuve accueille un plateau très relevé avec notamment la présence d'Egan Bernal, le vainqueur sortant du Tour de France, ce qui constitue une première depuis la présence de Jan Ullrich en 1998 (vainqueur du Tour de France 1997). Exceptionnellement, la première étape fait office de deuxième manche de la Coupe de France.
En raison de la mobilisation des forces de l'ordre sur les Jeux olympiques, l'édition 2024, d'abord réduite à deux jours de course, n'est pas organisée.

## Palmarès

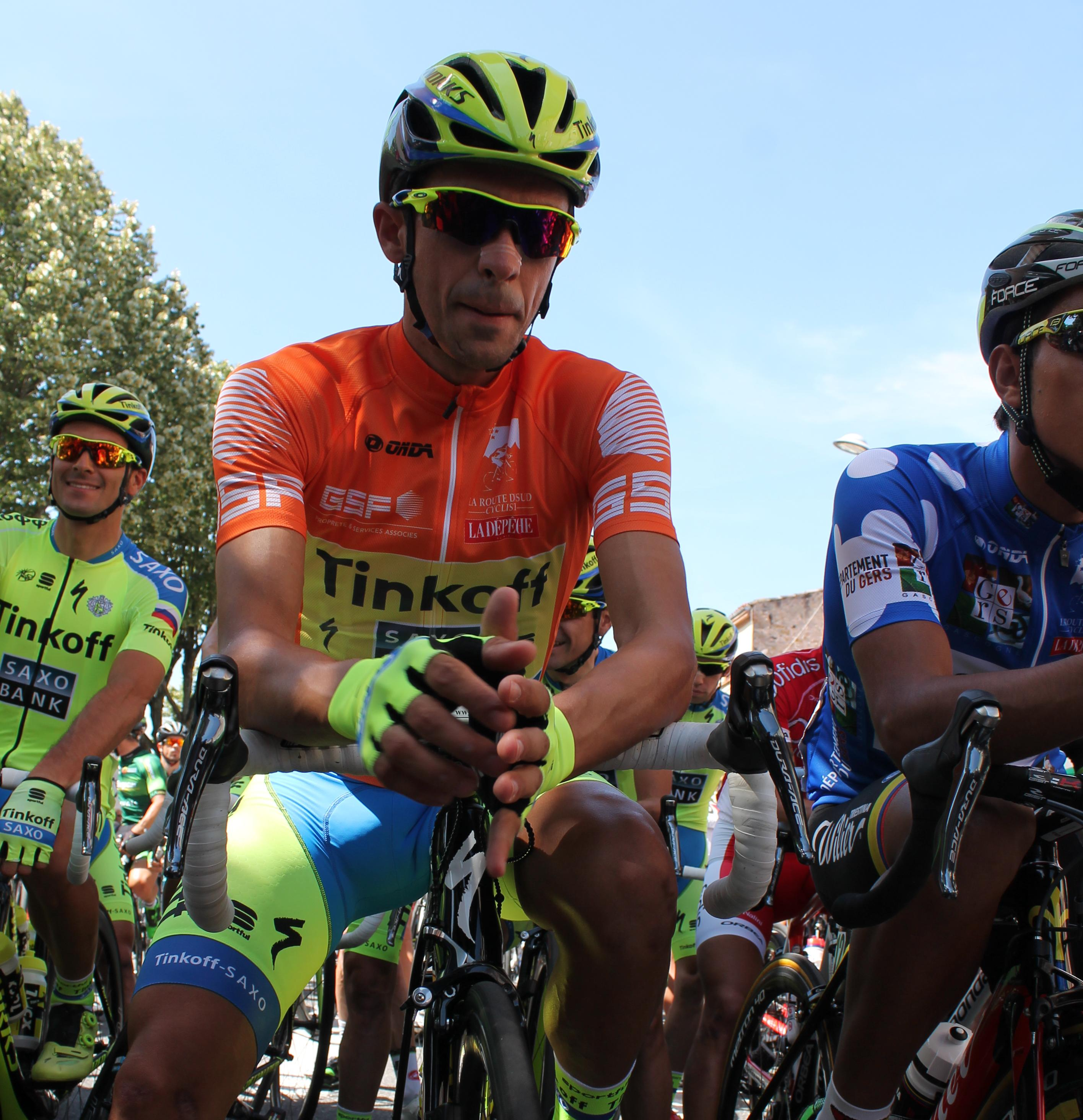
Alberto Contador remporte la Route du Sud 2015 à Gaillac

.
| Année              | Vainqueur                 | Deuxième                | Troisième                |
| ------------------ | ------------------------- | ----------------------- | ------------------------ |
| Tour du Tarn       |                           |                         |                          |
| 1977               | Jacques Esclassan         | Bernard Hinault         | Jean-Pierre Danguillaume |
| 1978               | Pierre-Raymond Villemiane | Roger Legeay            | Dominique Sanders        |
| 1979               | Yvon Bertin               | Jacques Bossis          | Bernard Hinault          |
| 1980               | Gilbert Duclos-Lassalle   | Patrick Bonnet          | Patrick Friou            |
| 1981               | Jean-René Bernaudeau      | Marc Madiot             | Greg LeMond              |
| Tour Midi-Pyrénées |                           |                         |                          |
| 1982               | Francesco Moser           | Jean-René Bernaudeau    | Michel Laurent           |
| 1983               | Gilbert Duclos-Lassalle   | Charly Mottet           | Stephen Roche            |
| 1984               | Pascal Simon              | Michel Laurent          | Edgar Corredor           |
| 1985               | Stephen Roche             | Laurent Fignon          | Frédéric Vichot          |
| 1986               | Niki Rüttimann            | Charly Mottet           | Claude Criquielion       |
| 1987               | Régis Clère               | Éric Boyer              | Yvon Madiot              |
| Route du Sud       |                           |                         |                          |
| 1988               | Ronan Pensec              | Gilbert Duclos-Lassalle | Robert Millar            |
| 1989               | Gilbert Duclos-Lassalle   | Éric Boyer              | Jesús Montoya            |
| 1990               | Yves Bonnamour            | Frédéric Vichot         | Luc Suykerbuyk           |
| 1991               | Laurent Dufaux            | Philippe Louviot        | Carlos Galarreta         |
| 1992               | Artūras Kasputis          | Fabian Jeker            | Laurent Biondi           |
| 1993               | Éric Boyer                | Laurent Brochard        | Eric Van Lancker         |
| 1994               | Álvaro Mejía              | Richard Virenque        | Charly Mottet            |
| 1995               | Laurent Dufaux            | Carmelo Miranda         | Laurent Madouas          |
| 1996               | Laurent Jalabert          | Giuseppe Guerini        | Joona Laukka             |
| 1997               | Patrick Jonker            | Massimo Donati          | François Simon           |
| 1998               | Armand de Las Cuevas      | Michael Boogerd         | Santiago Blanco          |
| 1999               | Jonathan Vaughters        | Patrick Jonker          | Mario Aerts              |
| 2000               | Tomasz Brożyna            | Francisco Mancebo       | Patrice Halgand          |
| 2001               | Andrei Kivilev            | Jens Voigt              | Raimondas Rumšas         |
| 2002               | Non attribué              | Aitor Kintana           | Andrei Kivilev           |
| 2003               | Michael Rogers            | Pietro Caucchioli       | Nicolas Vogondy          |
| 2004               | Bradley McGee             | Sandy Casar             | Torsten Hiekmann         |
| 2005               | Sandy Casar               | Przemysław Niemiec      | Benoît Salmon            |
| 2006               | Thomas Voeckler           | Pierrick Fédrigo        | Julien Mazet             |
| 2007               | Óscar Sevilla             | Massimo Giunti          | Markus Eibegger          |
| 2008               | Daniel Martin             | Christophe Moreau       | Luca Pierfelici          |
| 2009               | Przemysław Niemiec        | Julien Loubet           | Giampaolo Caruso         |
| 2010               | David Moncoutié           | Alexandre Geniez        | Fortunato Baliani        |
| 2011               | Vasil Kiryienka           | Davide Rebellin         | Peter Kennaugh           |
| 2012               | Nairo Quintana            | Hubert Dupont           | Anthony Charteau         |
| 2013               | Thomas Voeckler           | Franco Pellizotti       | John Gadret              |
| 2014               | Nicolas Roche             | Alejandro Valverde      | Michael Rogers           |
| 2015               | Alberto Contador          | Nairo Quintana          | Pierre Latour            |
| 2016               | Nairo Quintana            | Marc Soler              | Nicolas Edet             |
| 2017               | Silvan Dillier            | Richard Carapaz         | Kenny Elissonde          |
| Route d'Occitanie  |                           |                         |                          |
| 2018               | Alejandro Valverde        | Daniel Navarro          | Kenny Elissonde          |
| 2019               | Alejandro Valverde        | Iván Sosa               | Rigoberto Urán           |
| 2020               | Egan Bernal               | Pavel Sivakov           | Aleksandr Vlasov         |
| 2021               | Antonio Pedrero           | Jesus Herrada           | Óscar Rodríguez          |
| 2022               | Michael Woods             | Carlos Rodríguez        | Jesús Herrada            |
| 2023               | Michael Woods             | Cristian Rodríguez      | Georg Steinhauser        |
| 2024               | Course non organisée      | Course non organisée    | Course non organisée     |
| 2025               | Nicolas Prodhomme         | Davide Piganzoli        | Steff Cras               |

## Classements et maillots
- Classement général au temps

Le maillot orange récompense le leader du classement général. Il est remis sur le podium protocolaire à l'issue de chaque étape. Ce classement est parrainé par la région Occitanie. Jusqu'en 2016, le maillot de leader du classement général est orange et parrainé par la société GSF.
- Classement par points

Le maillot vert récompense le leader du classement par points. Il est remis à l'issue de chaque étape. Bien souvent, il est remporté par un sprinteur, capable d'être régulier sur les arrivées massives ainsi que sur les sprints intermédiaires qui jalonnent le parcours. Ce classement est parrainé par le département du Tarn.
- Classement du meilleur grimpeur

Le maillot bleu à pois blanc récompense le coureur le plus régulier sur l'ensemble des côtes disséminées tout au long de la course. Il s'agit la plupart du temps d'un grimpeur ou d'un puncheur. Ce classement est parrainé par le département des Hautes-Pyrénées depuis 2016 et par le département du Gers en 2015. Jusqu'en 2014, le maillot de meilleur grimpeur est rose et parrainé par la société GSF.
- Classement du meilleur jeune

Le maillot blanc récompense le meilleur jeune du classement général. Il est remis sur le podium protocolaire à l'issue de chaque étape. Ce classement est parrainé par la société Ynergie depuis 2017, par la région Occitanie en 2016 et par la région Midi-Pyrénées en 2015. Jusqu'en 2014, le maillot blanc récompense le coureur le plus régulier sur l'ensemble des points chauds du parcours, appelé classement des "Points chauds". Ce classement est parrainé par la région Midi-Pyrénées.
- Classement général par équipes

Le "Classement par équipes" récompense la meilleure équipe au classement général. Le classement s'effectue en additionnant les temps des trois coureurs les mieux placés au général de chaque équipe. Ce classement est parrainé par La Dépêche du Midi.

## Organisation
De 1977 et la création de l'épreuve à 2006, Francis Auriac était l'organisateur principal et Président du Comité d'organisation, et ce bénévolement. Le Comité d'organisation a pour tâche de réunir chaque année une équipe d'une centaine de personnes. Il convient d'ajouter à ce chiffre les nombreux bénévoles qui assurent la sécurité des croisements, le fléchage de la course et des tâches diverses. Mais à l'issue de l'édition 2006, Francis Auriac a cédé sa place à André Masse. Toutefois, il continue de contribuer à l'élaboration de la course en tant que conseiller : « en cédant la barre à André Masse, je deviens son second, responsable entre autres de l’organisation ».

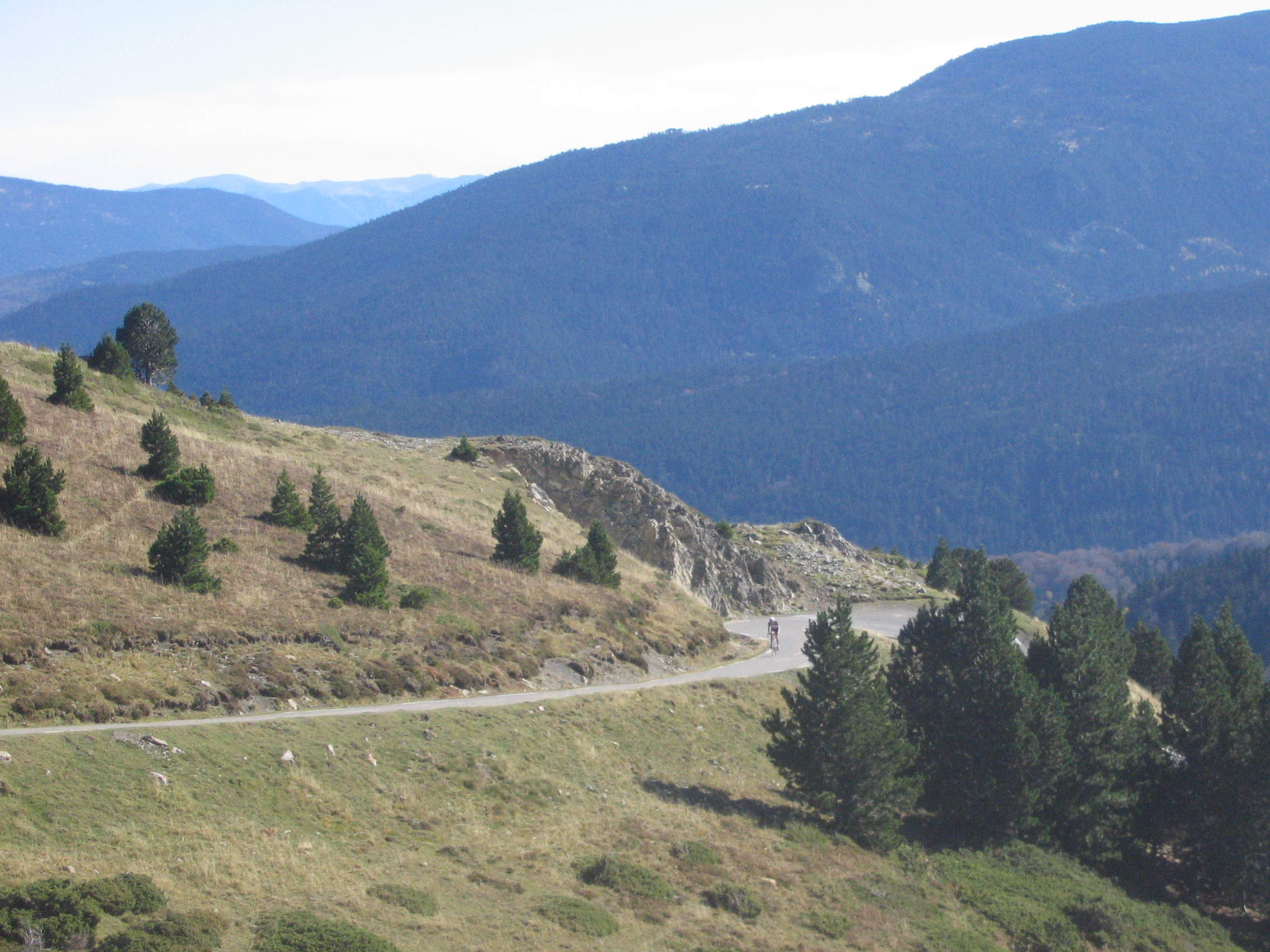
L'ascension du Port de Pailhères, depuis le village ariégeois de Mijanès.

Francis Auriac et son successeur se sont à plusieurs reprises montré impliqués vis-à-vis du déroulement de la course. C'est ainsi qu'en 2008 ces derniers sont rentrés en conflit avec les directeurs sportifs des équipes sélectionnées, pour cause d'un manque de « professionnalisme ». L'organisateur reprochait en effet aux coureurs leur passivité envers une échappée, qui était parvenu à franchir la ligne avec plus de 37 minutes d'avance sur le peloton. Hors délais, les commissaires s'étaient montrés indulgents pour éviter de gâcher la course. Mais dès la première étape, le classement général était d'ores et déjà joué. Deux ans auparavant déjà, les délais s'étaient vu augmentés de 10 % sur plusieurs étapes.
Enfin, un partenariat s'est engagé depuis le début des années 2000 avec la société Amaury Sport Organisation, organisatrice du Tour de France. C'est ainsi que Jean-Marie Leblanc ou Christian Prudhomme sont régulièrement invités sur l'épreuve. Les organisateurs du Tour observent particulièrement certaines arrivées afin de juger leur capacité à accueillir une compétition d'envergure. Les arrivées au Plateau de Beille ou à Ax 3 Domaines notamment, ont été découvertes par l'équipe de Francis Auriac avant d'être villes étapes du Tour de France par la suite. Ce fut le cas pour le Plateau de Beille par exemple, découvert en 1995 et inséré au parcours du Tour de France 1998. On peut également souligner que la Ronde de l'Isard, course à étapes espoirs, emprunte régulièrement les mêmes routes, avec des arrivées aux Monts d'Olmes ou à Guzet fréquentes.

### Présidents
- 1977 - 2006 : Francis Auriac
- 2006 - 2013 : André Masse
- Depuis 2013 : Pierre Caubin

## Impact

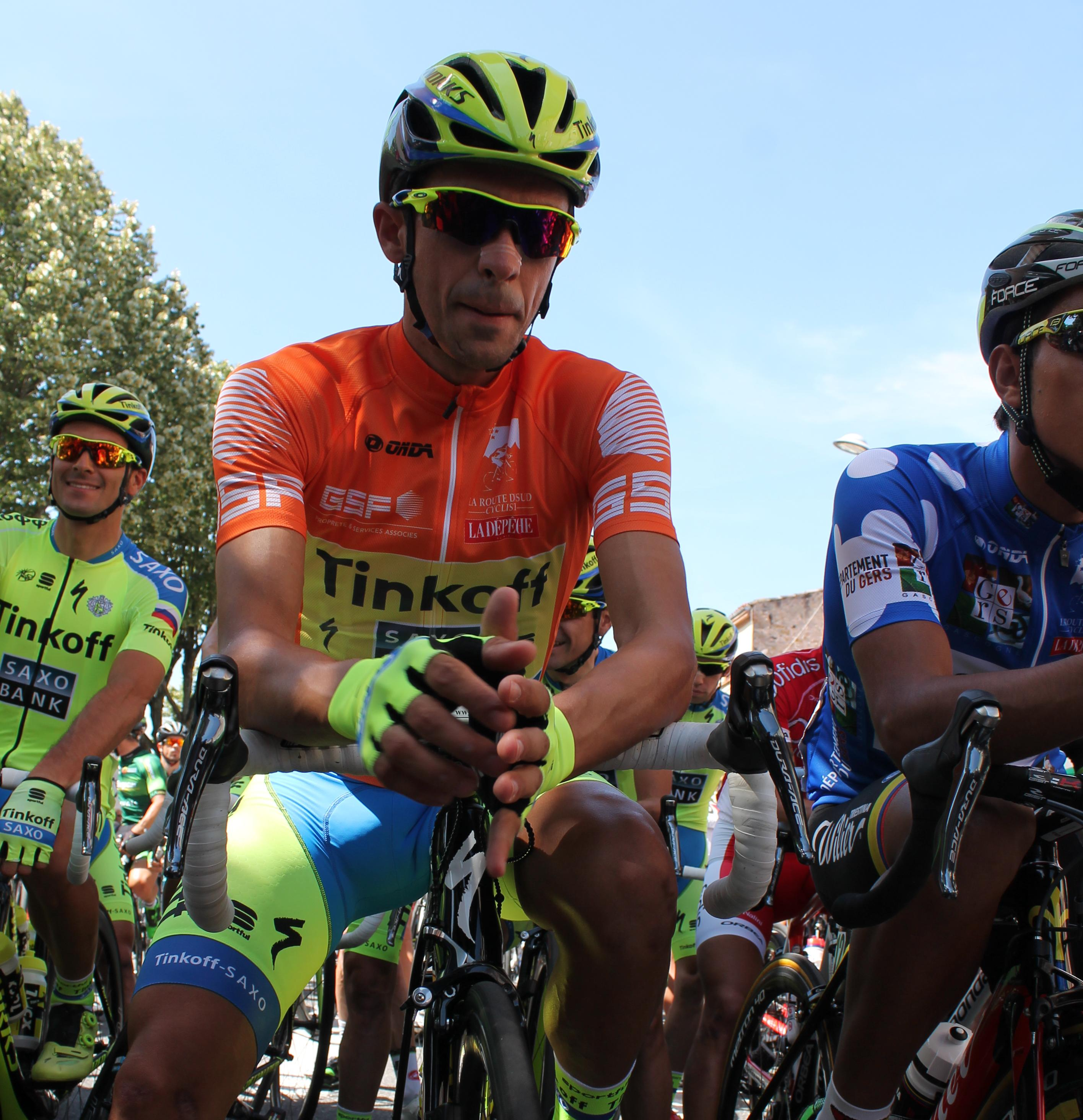
Alberto Contador, vainqueur des trois grands tours, en leader lors de l'édition 2015.

- Malgré les récurrentes affaires de dopage, le cyclisme et donc plus particulièrement la Route du Sud demeurent populaires.
- Durant quatre jours, la course réclame une caravane de plus de 500 personnes, avec la présence d'équipes renommées de niveau UCI Pro Tour et des suiveurs prestigieux, comme Laurent Jalabert, originaire de Mazamet ou Christian Prudhomme, le directeur du Tour de France. Ainsi, des conventions sont signées entre l'organisateur et les villes étapes. Ces dernières sont sélectionnées une année avant le déroulement de la course. L'organisateur se charge d'organiser et de promouvoir l'évènement avec une importante logistique, et réserve une place pour la ville et son office du tourisme au sein de la caravane publicitaire. En échange, la ville doit payer des frais de participation qui s'élèvent autour de 26 000 euros, fournir des supports publicitaires, apporter son aide dans le domaine administratif et mettre à disposition une salle de presse, de réunion, une salle médicalisée, des barrières et réaliser les aménagements nécessaires[23].
- Du fait de sa place convoitée dans le calendrier, l'épreuve bénéficie chaque année d'un plateau intéressant : elle sert de tremplin pour les échéances futures, à savoir le Tour de France et les Championnats de France[24].

## Couverture médiatique
- L'épreuve étant sponsorisée par le quotidien régional La Dépêche du Midi, ce dernier relaye considérablement l'épreuve[25]. Deux pages sont consacrées à la course durant les quatre jours de compétition. Il en va de même sur le site web du journal.
- Depuis 2015, les étapes sont en direct sur Eurosport, les chaînes locales de France 3 et sont également retransmises par Ici Occitanie.
- La radio RMC relaye également l'épreuve sur ses ondes, tandis que le journal régional de France 3 traite également la course.
- Divers quotidiens comme L'Équipe dépêchent sur place un ou plusieurs correspondants pour suivre la course.
- Le site « Directvélo » retransmet la course en direct écrit chaque année sur internet[26].

## Anecdotes
- Lors de la première étape de l'édition 2008, le peloton laisse filer une échappée et joint l'arrivée à Boulogne-sur-Gesse avec plus de 37 minutes de retard. La majorité du peloton étant hors-délais, les commissaires rallongent alors les délais. Ce fait de course n'est pas du tout du goût des organisateurs. Francis Auriac et André Masse, les organisateurs, réunissent le lendemain matin à Pierrefitte-Nestalas l'ensemble des directeurs sportifs et remettent en cause le professionnalisme de ces derniers : « Quand je vois ça, je me dis que c’est le monde à l’envers, que les professionnels c’est nous et les bénévoles vos coureurs »[19] expliquera Francis Auriac, dépité de voir son épreuve ainsi jouée dès la première étape, réduisant considérablement le suspense.
- Les délais sont un thème récurrent de la Route du Sud. Deux ans auparavant, ils avaient même fait l'objet d'une augmentation de 30 %[20] pour éviter un trop grand nombre d'éliminations lors d'un difficile chrono en côte entre Izaourt et le sommet du Port de Balès.
- L'édition 2009 est légèrement allégée en difficultés par rapport à l'année précédente[27], après que certains coureurs sont montés au créneau pour dénoncer des étapes trop difficiles avec un dénivelé positif jugé démesuré. Cela explique probablement le fait que l'édition 2008 fut la deuxième la plus lente de l'histoire avec une moyenne de 36,824 km/h.

## Villes visitées
Dont 28 en Occitanie et 7 en Nouvelle-Aquitaine :
- Saint-Gaudens
- Cazouls-lès-Béziers
- Gignac
- Agde
- Castres
- Mérignac
- Ax-les-Thermes
- Tarascon-sur-Ariège
- Carcassonne
- Toulouse
- Albi
- Eauze
- Leucate
- Rodez
- Guzet
- Tarbes
- Biarritz
- Bayonne
- Montauban
- Villeneuve-sur-Lot
- Pau
- Marmande
- Mazamet
- Foix
- Lavelanet
- Mijanès
- Les Cabannes
- Pamiers
- Saint-Girons
- Bagnères-de-Bigorre
- Luchon
- Luz-Saint-Sauveur
- Narbonne
- Auch
- Bordeaux

## Principaux cols

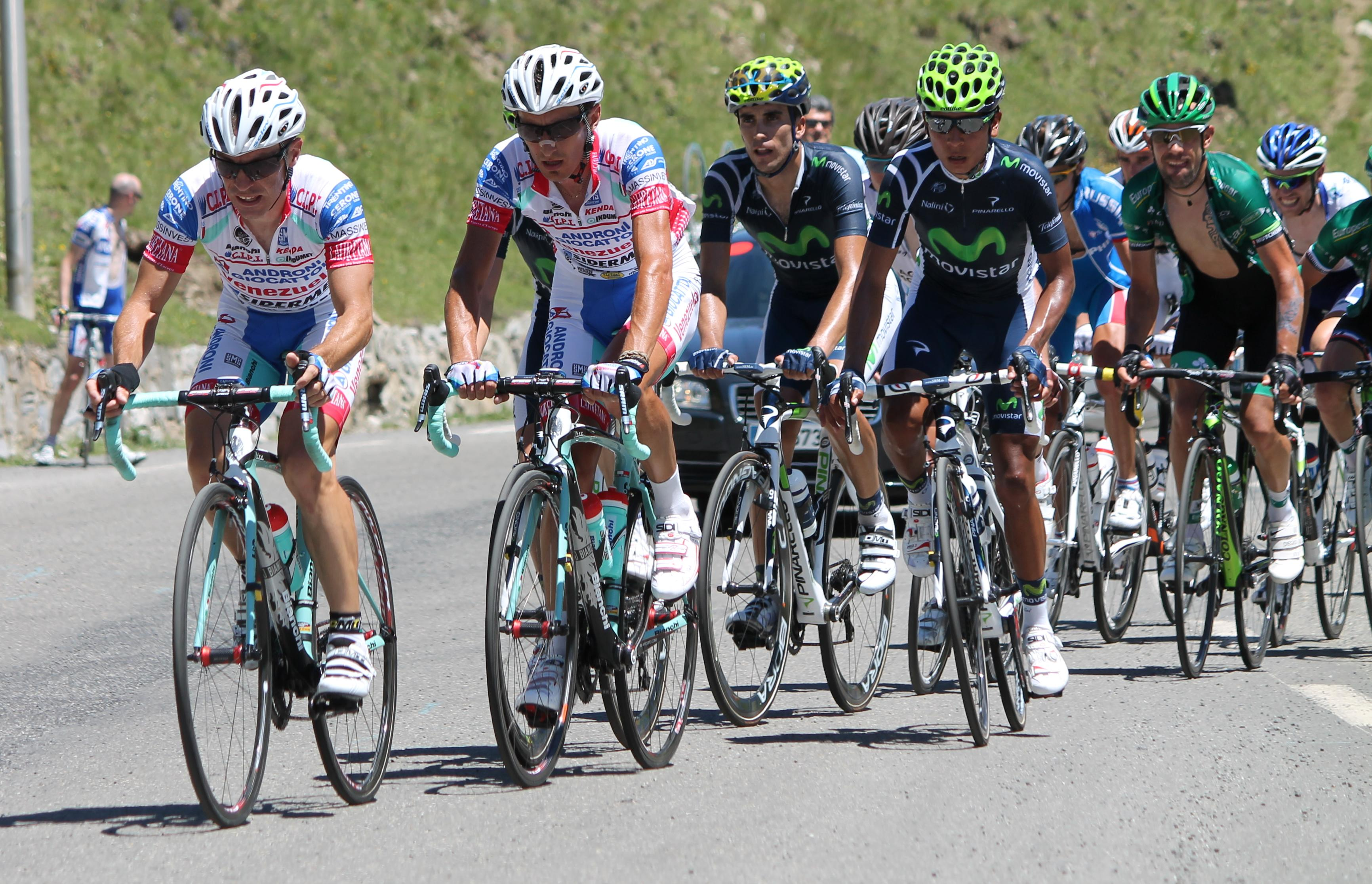
Le peloton lors de l’édition 2012, à La Mongie sur les pentes du Tourmalet.

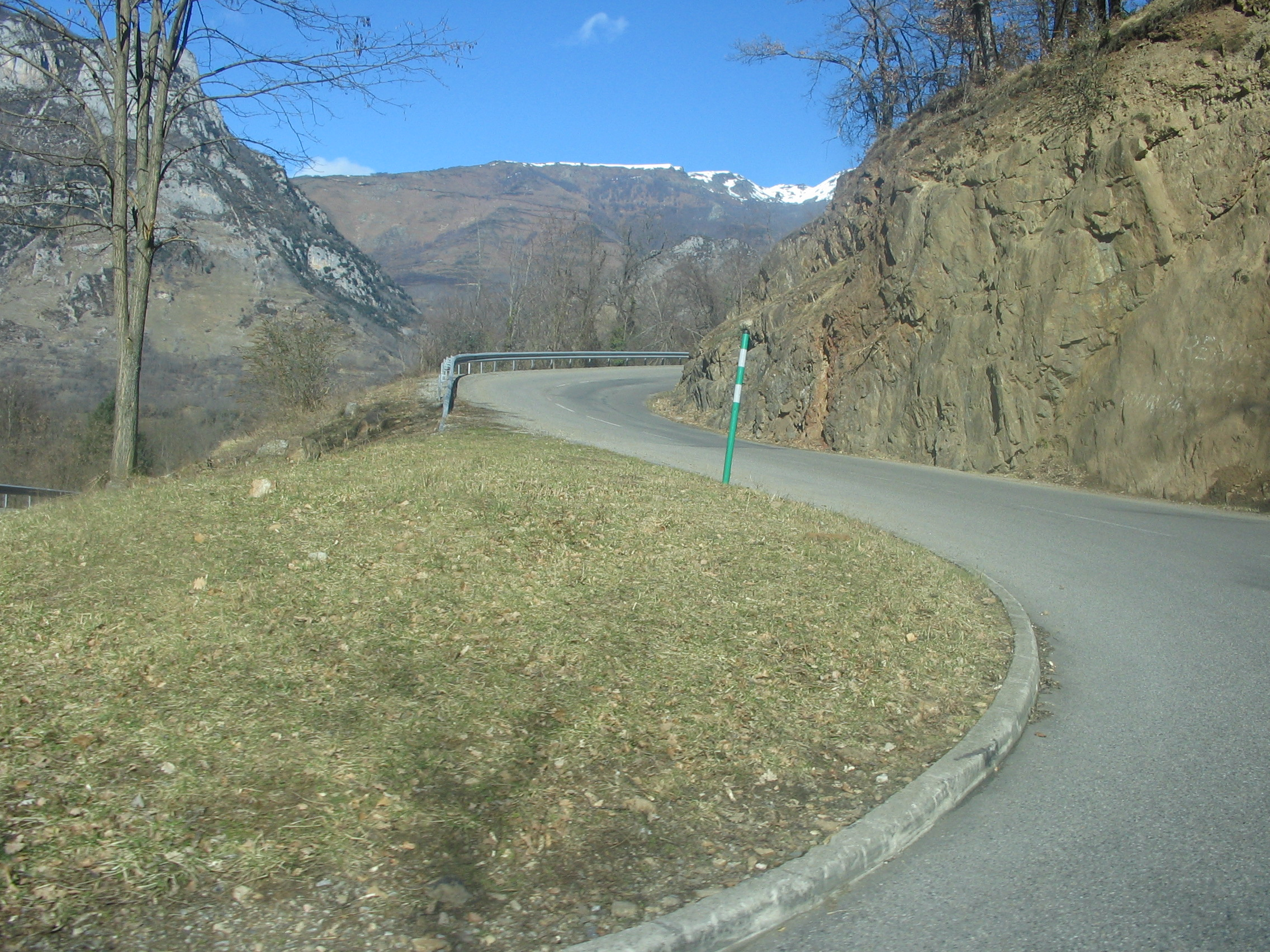
Le début de l'ascension du Plateau de Beille, peu après Les Cabannes.

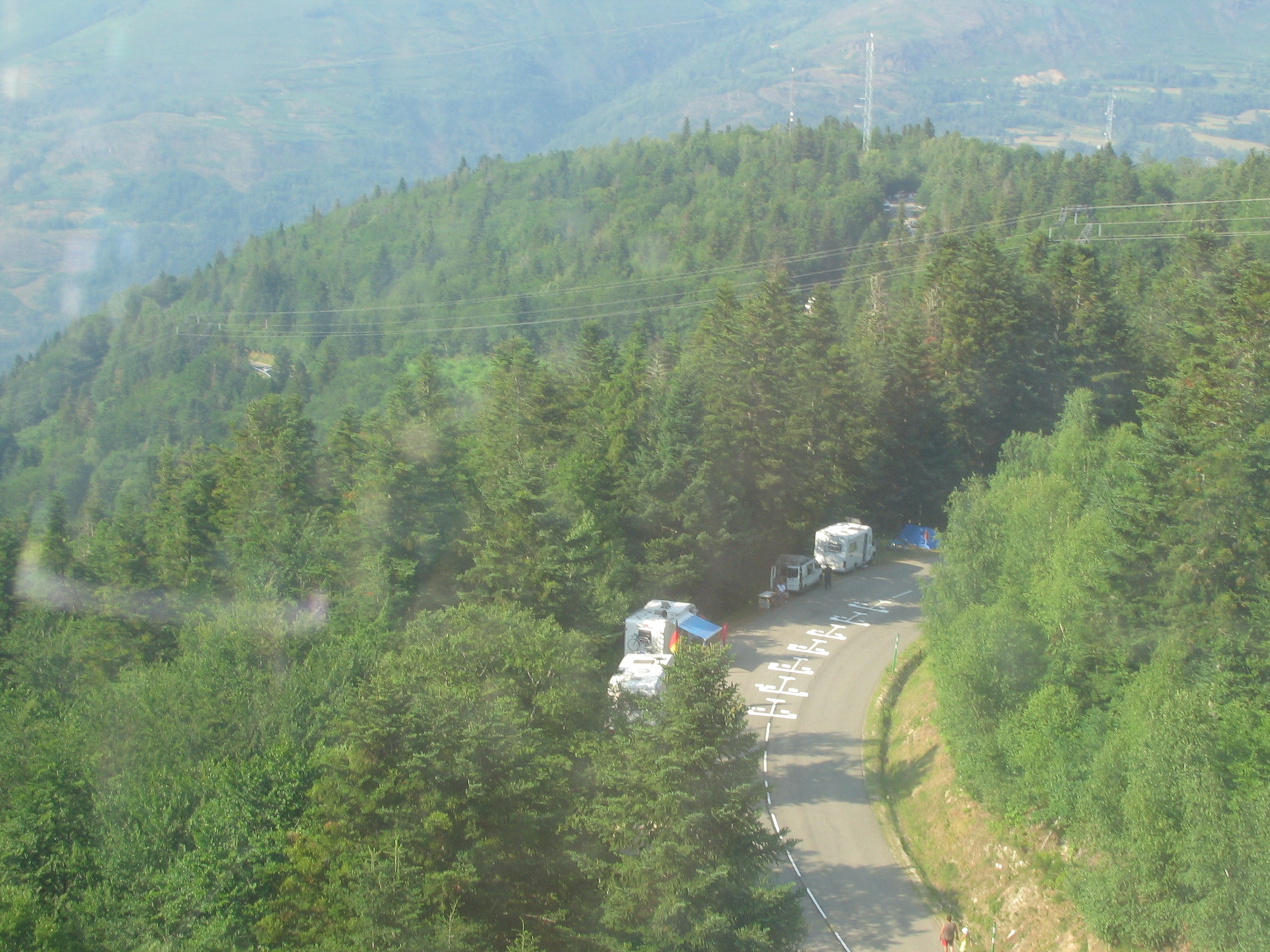
La montée vers Ax 3 Domaines.

| Dénomination          | Accès via              | Caractéristiques | Caractéristiques | Caractéristiques |
| Dénomination          | Accès via              | Lng.             | Pct.             | Alt.             |
| --------------------- | ---------------------- | ---------------- | ---------------- | ---------------- |
| Col du Tourmalet      | Luz-Saint-Sauveur      | 18.3 km          | 7.7 %            | 2 115 m          |
| Col du Tourmalet      | Sainte-Marie-de-Campan | 16.9 km          | 7.2 %            | 2 115 m          |
| Port de Pailhères     | Mijanès                | 10.6 km          | 8.2 %            | 2 001 m          |
| Plateau de Beille     | Les Cabannes           | 15.9 km          | 7.9 %            | 1 790 m          |
| Port de Balès         | Bagnères-de-Luchon     | 20.2 km          | 5.6 %            | 1 755 m          |
| Port de Balès         | Mauléon-Barousse       | 19.2 km          | 6.2 %            | 1 755 m          |
| Col d'Aubisque        | Argelès-Gazost         | 30.1 km          | 4.1 %            | 1 709 m          |
| Col d'Aubisque        | Laruns                 | 16.6 km          | 7.2 %            | 1 709 m          |
| Col du Pradel         | Ax-les-Thermes         | 14.4 km          | 6.6 %            | 1 673 m          |
| Col du Pradel         | Niort-de-Sault         | 12.6 km          | 6.6 %            | 1 673 m          |
| Col de Peyresourde    | Armenteule             | 8.3 km           | 7.6 %            | 1 589 m          |
| Col de Peyresourde    | Bagnères-de-Luchon     | 15.2 km          | 6.1 %            | 1 589 m          |
| Col d'Azet            | Saint-Lary-Soulan      | 10.8 km          | 7.5 %            | 1 580 m          |
| Col d'Agnes           | Aulus-les-Bains        | 10.2 km          | 8.1 %            | 1 570 m          |
| Col d'Agnes           | Massat                 | 17.6 km          | 5.2 %            | 1 570 m          |
| Col d'Aspin           | Arreau                 | 12.0 km          | 6.5 %            | 1 489 m          |
| Col d'Aspin           | Sainte-Marie-de-Campan | 12.8 km          | 5.1 %            | 1 489 m          |
| Col du Soulor         | Argelès-Gazost         | 20.1 km          | 5.0 %            | 1 474 m          |
| Col du Soulor         | Arthez-d'Asson         | 22.0 km          | 5.0 %            | 1 474 m          |
| Monts d'Olmes         | Montferrier            | 15.8 km          | 5.5 %            | 1 450 m          |
| Col du Chioula        | Prades                 | 6.3 km           | 2.9 %            | 1 431 m          |
| Ax 3 Domaines         | Ax-les-Thermes         | 7.9 km           | 8.3 %            | 1 372 m          |
| Col de Menté          | Saint-Béat             | 9.3 km           | 9.1 %            | 1 349 m          |
| Col du Portillon      | Luchon                 | 10.2 km          | 6.5 %            | 1 293 m          |
| Col de Port           | Saurat                 | 9.7 km           | 5.9 %            | 1 249 m          |
| Col de Portet-d'Aspet | Saint-Lary-Soulan      | 5.9 km           | 6.8 %            | 1 069 m          |

## Logo

Le nouveau logo de la Route d'Occitanie.

L'ancien logo de la Route du Sud représentait un cycliste avec en arrière-plan les Pyrénées. L'épreuve se déroule en effet principalement au sein de ces montagnes. Le ciel est bleu, et l'on peut remarquer la présence de six étoiles. À partir de 2018, le nouveau logo reprend le code couleur de la région Occitanie, avec la Croix occitane en guise de roue avant, et un cycliste stylisé dont la forme rappelle les initiales « OC » de l'Occitanie.

## Partenariats
- L'épreuve a signé un partenariat avec le quotidien La Dépêche du Midi depuis le début des années 2000 ;
- Un partenariat existe également avec l'organisateur du Tour de France, Amaury Sport Organisation ;
- La course est sponsorisée par la région Occitanie et les différentes collectivités traversées par l'épreuve ;
- La marque automobile Volvo équipe la cinquantaine de véhicules de l'organisation ;
- La Gendarmerie nationale et une centaine de signaleurs veille à la sécurité de la course ;
- Eurosport, via sa filiale de production Euromédia, assure la couverture TV de l'épreuve et diffuse celle-ci dans plus de 70 pays, en faisant l'un des vecteurs de promotion touristique les plus importants de la nouvelle grande région.